# Fredrik Kjellin
Fredrik Adolf Kjellin, född den 24 april 1872 i Vårdinge församling, Stockholms län, död den 30 december 1910 i Stockholm, var en svensk ingenjör och uppfinnare.
Efter avgångsexamen från Tekniska högskolans kemiska avdelning 1893 anställdes Kjellin vid Gysinge järnbruk där han arbetade 1899–1904. Han var därefter delägare i Metallurgiska patent AB. Vid Gysinge uppfann och byggde Kjellin den första användbara elektriska induktionsugnen för stålsmältning. Kjellin sysslade även med vetenskapligt arbete, bland annat rörande den elektrolytiska dissociationsteorin. Han är begravd på Nikolai kyrkogård i Örebro.